# Mysis oculata
Mysis oculata är en kräftdjursart som först beskrevs av O. Fabricius 1780.  Mysis oculata ingår i släktet Mysis och familjen Mysidae. Inga underarter finns listade i Catalogue of Life.

## Bildgalleri

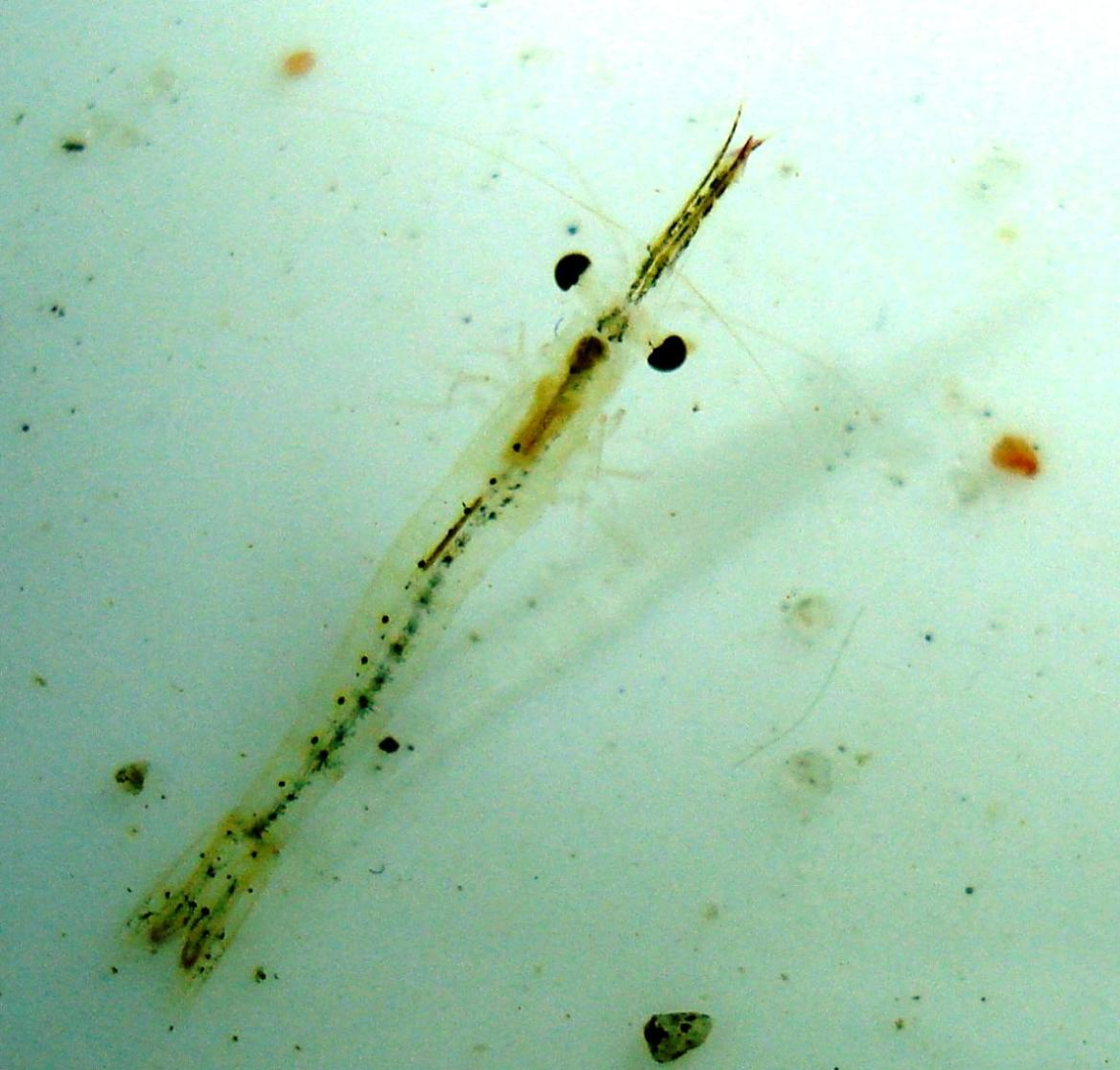